# Davide Pagliarani
Davide Pagliarani, F.S.S.P.X. (Rímini, Emilia-Romaña, 25 de octubre de 1970) es un sacerdote católico italiano. Desde 2018 se desempeña como superior general de la Fraternidad Sacerdotal San Pío X.

## Vida eclesiástica
Pagliarani ingresó al seminario de la FSSPX en Flavigny-sur-Ozerain en 1989. Después de sus estudios, realizó el servicio militar. Pagliarani fue ordenado sacerdote en 1996 por el entonces Superior General, Monseñor Bernard Fellay. Ejerció su ministerio en Rímini durante siete años, antes de ser transferido a Singapur por otros tres años. Luego sirvió como superior del Distrito de Italia entre 2006 y 2012, para luego convertirse en ese mismo año en rector del Seminario Nuestra Señora Corredentora, en Argentina.
El 11 de julio de 2018, en el capítulo general de la FSSPX, Pagliarani fue elegido superior general de la Sociedad por un período de 12 años, sucediendo a Monseñor Fellay. Pagliarani aboga por un enfoque más duro en las relaciones con el Vaticano, en relación con el enfoque de Fellay, aunque se reunió con el cardenal Luis Ladaria Ferrer, presidente de la Pontificia Comisión Ecclesia Dei, el 2 de noviembre de 2018.

## Puntos de vista
Pagliarani es conocido por ser un crítico abierto del Papa Francisco. Incluso antes de su elección como superior general, ya había criticado y denunciado la exhortación apostólica de 2016, Amoris laetitia. Tras los acontecimientos ocurridos en el Sínodo de la Amazonia de 2019, Pagliarani convocó a «un día de oración y reparación» y calificó el sínodo de «demoníaco» e «idólatra». En octubre de 2020, Pagliarani criticó la encíclica Laudato si' por su reducción de la santidad cristiana al ambientalismo, el ecumenismo del documento sobre la fraternidad humana y su extensión a la encíclica Fratelli tutti.
Pagliarani también lamentó el motu proprio Traditionis custodes, promulgado por Francisco en julio de 2021, que restringe el uso de la Misa Tridentina. En un sermón pronunciado en la Misa del 18 de julio de 2021, Pagliarani preguntó: «¿Por qué esta Misa es la 'manzana de la discordia'? ¿Por qué esta Misa divide?», y criticó al Papa una vez más, diciendo: «El Papa y sus cómplices son los carceleros de la tradición. Son los guardianes del zoológico». Pagliarani también emitió un comunicado sobre el motu proprio en el que afirmó: «Esta Misa, nuestra Misa, debe ser realmente para nosotros como la perla de gran precio del Evangelio, por la que estamos dispuestos a renunciar a todo, por la que estamos dispuestos a vender todo».